# Диференціатор

Схема ідеального та реального диференціаторів

Диференціа́тор, диференціюва́льний при́стрій — аналоговий функціональний блок у АОМ структурного типу. 

## Характеристики
Залежність між вхідною і вихідною величининами можна представити у вигляді формули:
{\displaystyle y(t)=-k{\frac {dx(t)}{dt}}},
де {\displaystyle y(t)} — вихідна величина, {\displaystyle x(t)} — вхідна, {\displaystyle k} — коефіцієнт передачі.
Напруга на виході для ідеального диференціатора обчислюється за формулою:
{\displaystyle u_{\text{out}}(t)=-{R}{C}{\frac {du_{\text{in}}(t)}{dt}}},
де {\displaystyle u_{\text{out}}} — вихідна напруга, {\displaystyle u_{\text{in}}} — вхідна.
Ідеальний диференціатор здатний формувати вихідний сигнал, пропорційний до швидкості зміни вхідного. На практиці застосовуються схеми диференціаторів, що реалізують операцію диференціювання наближено, через обмежену швидкодію, лінійність і діапазон вихідної напруги активних елементів схеми. 

## Принципова схема
Схема ідеального диференціатора являє собою конденсатор, включений на вхід  операційного підсилювача, в ланцюг  зворотного зв'язку якого включений резистор.